# Xiphosomella pulchripennis
Xiphosomella pulchripennis là một loài tò vò trong họ Ichneumonidae.